# 高畑由起夫
高畑 由起夫（たかはた ゆきお、1953年4月13日 - ）は、日本の生態学者、自然人類学者、霊長類学者。関西学院大学名誉教授。主な研究対象はニホンザルやチンパンジー、ワオキツネザル等。2009年～2011年には、日本霊長類学会の会長を務めた。

## 経歴
- 福島県会津若松市 出身。
- 1972年：福島県立会津高等学校 卒業。
- 1976年：京都大学理学部 卒業。
- 1981年：京都大学大学院理学研究科動物学専攻 修了。
- 1982-1984年：国際協力事業団 派遣専門家（タンザニア）。
- 1986-1991年：京都大学理学部 助教。
- 1991-1992年：京都大学理学部 専任講師。
- 1992-1996年：鳴門教育大学学校教育学部 助教授。
- 1996-1999年：関西学院大学総合政策学部 助教授。
- 1999-2018年：関西学院大学総合政策学部 教授。

## 所属学会
- 日本人類学会
- 日本霊長類学会
- 日本アフリカ学会
- 日本生態学会
- 生態人類学会
- 国際霊長類学会
- 応用生態工学会
- マダガスカル研究懇談会

## 研究活動
ニホンザルにおいて、特定のオスとメスの間に親和的関係が生まれると、その後は交尾を避けるようになる現象（特異的近接関係: Peculiar Proximate Relations, PPR）を発見した。

## 著書
- 高畑由起夫（1985）『ニホンザルの生態と観察』ニュー・サイエンス社．pp. 99
- 高畑由起夫（1994）『性の人類学―サルとヒトの接点を求めて』世界思想社．pp. 267
- 山村恒年・高畑由起夫・入江一恵・槇村久子・横山孝雄 （1995）『21世紀へ 環境学の試み―自然と人間の共有の未来にむけて』嵯峨野書院．pp. 284
- 高畑由起夫・山極寿一（編）（2000）『ニホンザルの自然社会―エコミュージアムとしての屋久島』京都大学学術出版会．pp. 228

## 論文
- 高畑由起夫・阿野裕美ほか（1977）淡路島ニホンザル調査報告．にほんざる 4: 8-13.
- Yukio Takahata (1980) The reproductive biology of a free-ranging troop of Japanese monkeys. Primates 21: 303-325.